# 美木多村
美木多村（みきたむら）は、かつて大阪府にあった村である。現在の堺市南区の一部にあたる。村名の由来は『和名類聚抄』などに見られる郷名「和田」（にきた）から転じたもの。

## 歴史
- 1889年（明治22年）4月1日：町村制施行に伴い、大鳥郡大森村、檜尾村、上村[1]、別所村の区域をもって美木多村が発足。大字上に村役場を設置。
- 1896年（明治29年）4月1日：所属が泉北郡に変更となる。
- 1956年（昭和31年）9月30日：福泉町に編入され廃止。

## 交通

### 鉄道路線
現在は南海泉北線栂・美木多駅と光明池駅が所在するが、当時は未開業。